# Beit Qad
Beit Qad (àrab: بيت قاد, Bayt Qād) és una vila palestina de la governació de Jenin a Cisjordània, al nord de la vall del Jordà, a 5 kilòmetes de Jenin. Segons el cens de l'Oficina Central Palestina d'Estadístiques (PCBS), Beit Qad tenia 1.799 habitants en 2007.

## Història
Segons alguns erudits bíblics el poble està associat amb una localitat al regne d'Israel, que es troba entre la ciutat de Jezrael i la capital del regne Samaria. És mencionada al Llibre dels Reis com a Beth Ekad dels pastors (hebreu: בֵּית-עֵקֶד הָרֹעִים) que es pot traduir com a "lloc de trobada dels pastors". En aquest lloc Jehú, rei d'Israel, va sacrificar 42 familiars d'Ahazià, rei de Judà.
La vila també està associada amb una vila esmentada en l' Onomasticon de l'historiador grec Eusebi de Cesarea anomenada Beth Ekamat.
Al poble també es poden trobar alguns edificis intactes romans i ceràmica de l'era romana d'Orient.

### Període otomà
Beit Qad, com la resta de Palestina, va ser incorporada a l'Imperi Otomà en 1517, i en el cens de 1596, la vila figura a la nàhiya de Jenin, al liwà de Lajjun. Tenia una població de 20 llars, totes musulmanes. Pagaven una taxa fixa del 25% en productes agrícoles com blat, ordi, cultius d'estiu, oliveres, cabres i ruscs, a més dels ingressos ocasionals; un total de 9.500 akçe. Beit Qad és descrit en el cens com a vilatge.
En 1870 Victor Guérin va trobar que la vila tenia 200 habitants. En 1882 el Survey of Western Palestine (SWP) del Fons per a l'Exploració de Palestina va descriure Beit Kad com «un petit poble en un turó prop de la plana. Té una gran cisterna cimentada, ara trencada. Les cases són de pedra i fang.»

### Període britànic
En el cens de Palestina de 1922 la població de la vila era de 190 habitants i va disminuir en el cens de 1931 a 185, en 35 llars.
En 1944/5 la població era de 290, tots musulmans, amb un total de 8,915 dúnams de terra, segons un cens oficial de terra i població. D'aquests, 608 dúnams eren usats per plantacions i terra de rec, 6,976 dúnams per cereals, mentre que 10 dúnams eren sòl edificat.

### Després de 1967
En 1948 els refugiats palestins del Guilboa foren absorbits a la vila i esdevingueren masovers. Els refugiats que arribaren a Beit Qad van tenir l'oportunitat d'establir-se el poble en lloc d'instal·lar-se en camps de refugiats. En 1951, amb ajuda del govern jordà, van construir una nova vila de base agrària, a 2 km al nord de Beit Qad, anomenadaMashru' Beit Qad que vol dir "Projecte de Beit Qad" El cens jordà de 1961 va registrar 247 persones a Beit Qad i 197 persones a Mashru' Beit Qad.
En un cens elaborat per Israel després d'ocupar Cisjordània en acabar la Guerra dels Sis Dies de 1967, es va informar que Beit Qad "sud" (respectiament "nord") tenia 223 habitants (respectivament 216), incloses 86 (respectivament 53) persones en llars el cap de la qual era un refugiat de territori israelià.

## Geografia
La vila es troba al nord de Deir Abu Da'if a la vall de Jizreel (en àrab "Marj Ibn Āmir"). La vila està dividida en dues seccions: sud i el nord (que es diu Mashru Beit Qad) i està envoltada de camps. El poble té una antiga mesquita construïda amb pedres antigues i un vell maqam àrab.